# Таборът отива към небето
„Таборът отива към небето“ (на руски: Табор уходит в небо) е руски съветски филм от 1976 година, музикална романтична драма на режисьора Емил Лотяну по негов собствен сценарий, базиран на разказите „Макар Чудра“ и „Старуха Изергиль“ от Максим Горки.
В центъра на филма е любовта между двама цигани – конекрадецът Лойко Зобара и красавицата Рада, като действието се развива в началото на XX век в Австро-Унгария. Филмът съдържа автентични песни и танци, изпълнени от съвременни (за 1970-те) цигански изпълнители. Завършва със смъртта на двамата влюбени. Главните роли се изпълняват от Григоре Григориу и Светлана Тома.
Филмът е заснет от московското студио Мосфилм, но режисьорът и голяма част от екипа са от Молдова. „Таборът отива към небето“ получава няколко международни награди на фестивали в Прага, Белград и Париж.